# Musaranya de Dent
La musaranya de Dent (Crocidura denti) és una espècie de mamífer eulipotifle de la família de les musaranyes (Soricidae) que habita al Camerun, la República Democràtica del Congo, el Gabon, Guinea, Sierra Leone, Uganda i, possiblement, la República del Congo, la República Centreafricana i Etiòpia.
Fou anomenada en honor de l'explorador britànic R. E. Dent.